# BANG Agency
BANG Agency är en svensk event- och reklambyrå med huvudkontor i Stockholm. Byrån grundades av Patrick Walldén 2017. Byrån vann Guldägget  2022 med en kampanj för Wirepas. Övriga reklampriser de vunnit och varit nominerade i är; Gyllene Hjulet, Årets Byrå, Svenska Designpriset, Publishingpriset, Golden Awards of Montreux, Transform Awards Nordic, Transform Awards Europe, BEA World, Conventa Best Event Awards, Baltic Nordic Event Awards, Amber Awards och Epica Awards.
BANG Agency är en del av Pomilio Blumm.